# Carex consanguinea
Carex consanguinea är en halvgräsart som beskrevs av Carl Sigismund Kunth. Carex consanguinea ingår i släktet starrar, och familjen halvgräs. Inga underarter finns listade i Catalogue of Life.